# Peepin’ in My Window
Peepin’ in My Window – czwarty studyjny album amerykańskiego rapera Lil’ Keke’a. Został wydany 17 lipca 2001 roku.
Gościnnie występują Mr. 3-2, Fat Pat, Big Pokey, Archie Lee, Big Hawk, Al-D i wielu innych.

## Lista utworów
Opracowano na podstawie źródła.
| #  | Tytuł                          | Goście                              | Czas  |
| -- | ------------------------------ | ----------------------------------- | ----- |
| 1  | Intro                          |                                     | 0:18  |
| 2  | Peepin’ in My Window [Screwed] |                                     | 10:55 |
| 3  | On Da Southside                | Archie Lee                          | 3:27  |
| 4  | Here It Is                     | Archie Lee & Commission Music Group | 4:14  |
| 5  | Love 2 Make $                  | Mr. 3-2                             | 4:04  |
| 6  | Never Change                   | AG & Commission Music Group         | 3:48  |
| 7  | Commission                     | Fat Pat                             | 3:02  |
| 8  | Who Dat                        |                                     | 3:42  |
| 9  | Rap Games                      | Big Pokey                           | 5:23  |
| 10 | In Da Game                     | Al-D & Commission Music Group       | 3:20  |
| 11 | Swang Down [Screwed]           | Fat Pat                             | 7:35  |
| 12 | Superstars [Screwed]           | Big Hawk & DSD                      | 4:19  |